# Letiště Hévíz–Balaton
Mezinárodní letiště Hévíz–Balaton, maďarsky Hévíz-Balaton nemzetközi repülőtér, IATA: SOB, ICAO: LHSM, je třetí nejvýznamnější mezinárodní veřejné letiště v Maďarsku. Leží na západ od jezera Balatonu, přibližně 16 kilometrů jižně od města Keszthely, mezi obcemi Sármellék a Zalavár. V letech 2005 až 2012 neslo název FlyBalaton. V roce 2017 je letiště destinací sezonního víkendového letu ČSA Praha – Hévíz-Balaton. V roce 2020 město Hévíz a Hévíz-Balaton Airport Kft. oslovili Moravskoslezský kraj a Letiště Ostrava, a.s. za účelem projednání možnosti zavedení nového pravidelného leteckého spojeni mezi LLJO a HBA a rovněž dalších možností spolupráce. Z jednání vzešlo Memorandum o vzájemné spolupráci a deklaraci společného zájmu s platností po dobu tří let. V létě roku 2022 bude na letiště létat nízkonákladová aerolinie Wizz Air. Konkrétně půjde o sezónní linku z německého Dortmundu. Spojení má být provozováno od 16. června do 30. října 2022 dvakrát týdně, vždy ve čtvrtek a v sobotu.

## Poloha
Stav v roce 2017
| Vzdálenost | Město/obec         | Autobus                                                             | Vlak                                                                             |
| ---------- | ------------------ | ------------------------------------------------------------------- | -------------------------------------------------------------------------------- |
| 3 km       | Sármellék          | 1185, 1191, 1193, 1794, 6308, 6370, 6375, 6415                      | není                                                                             |
| 4 km       | Zalavár            | 1794, 6222, 6226, 6375, 6377, 6415                                  | není                                                                             |
| 12 km      | Fenékpuszta        |                                                                     | (30b) Fenékpuszta megállóhely                                                    |
| 12 km      | Balatonszentgyörgy | Balatonszentgyörgy, vas. áll.; Balatonszentgyörgy, Berzsenyi u. 58. | (30, 30b, 37, 924) Balatonszentgyörgy                                            |
| 13 km      | Hévíz              | Hévíz, aut. áll.                                                    | není                                                                             |
| 16 km      | Keszthely          | Keszthely, aut. áll. (v.á.)                                         | (30b) Keszthely                                                                  |
| 19 km      | Zalakaros          | Zalakaros, aut. áll.                                                | není                                                                             |
| 35 km      | Nagykanizsa        | Nagykanizsa, aut. áll.                                              | (17, 30, 60) Nagykanizsa                                                         |
| 44 km      | Zalaegerszeg       | Zalaegerszeg, aut. áll.                                             | (23, 25) Zalaegerszeg, (25) Zalaegerszeg-Ola                                     |
|            | Siófok             | Siófok, aut. áll.                                                   | (30, 35) Siófok                                                                  |
|            | Budapest           | Népliget autóbusz-pályaudvar                                        | Kelenföld, Déli pályaudvar (Jižní nádraží), Keleti pályaudvar (Východní nádraží) |

## Historie

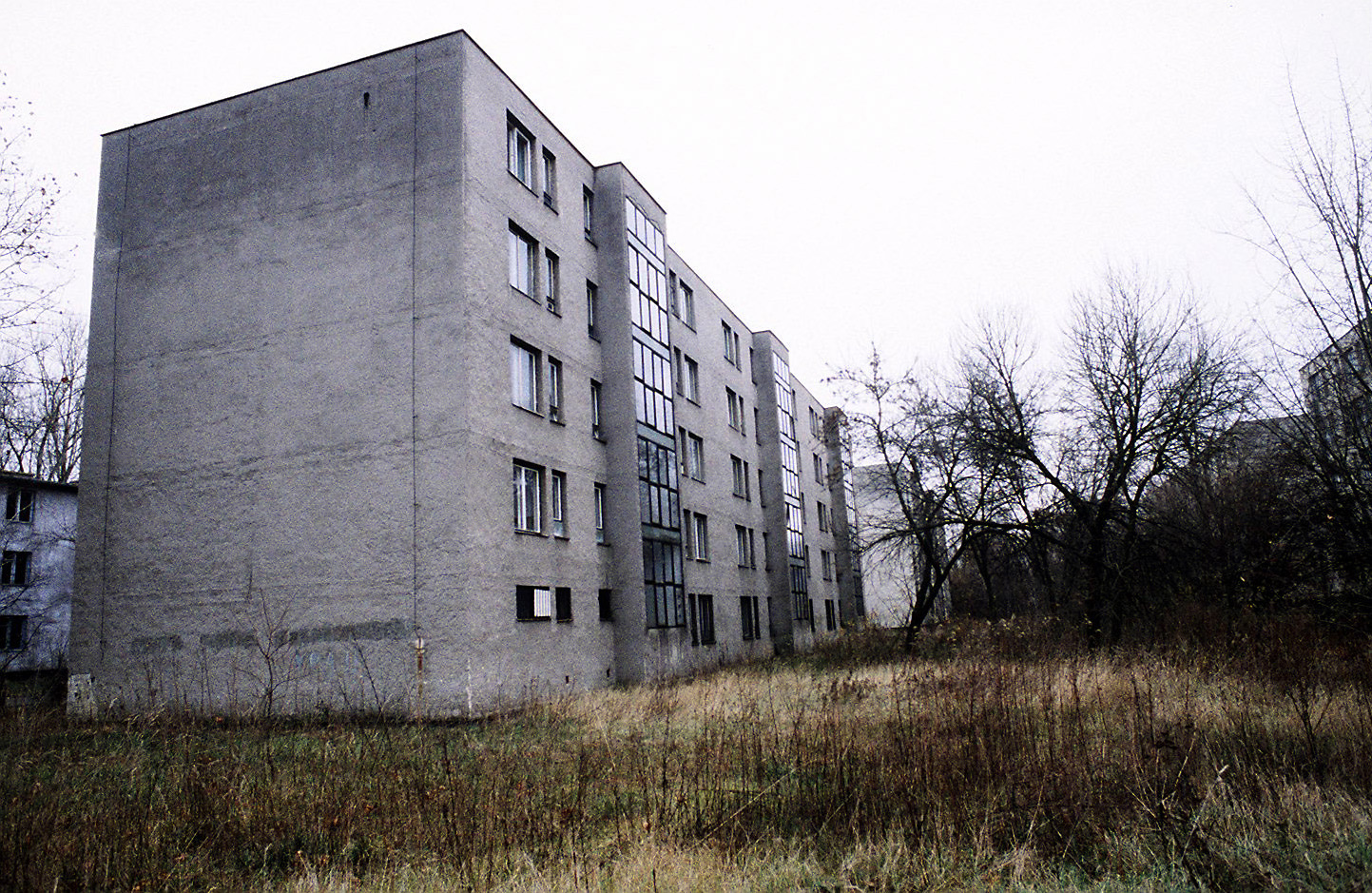
Bývalá kasárna sovětské armády

Letiště vzniklo již ve 40. letech minulého století pro účely maďarského letectva. V 50. letech byla vybudována 2000 metrů dlouhá přistávací dráha. Roku 1961 se zde sídlící maďarský 47. letecký pluk přestěhoval na základnu u města Pápa, a na letiště se přemístila 515. stíhací jednotka sovětského letectva se stroji MiG-17. V roce 1965 došlo k prodloužení a rozšíření vzletové dráhy na rozměry 2500 x 60 metrů. Díky tomu měly na tomto letišti svou základnu první stíhací letouny MiG-21 v Maďarské lidové republice. V okolí letiště bylo na rozloze 400 hektarů vybudováno malé panelákové město pro potřeby sovětské posádky a jejich rodin, které bylo zcela uzavřeno od obce Sármellék.
Po odchodu sovětské armády z Maďarska roku 1991 začalo letiště sloužit jako civilní letiště. V roce 2008 společnost DHL uzavřela své zdejší logistické centrum. Následkem toho letecká společnost Ryanair, tehdy nejvýznamnější dopravce, zrušila veškeré své lety. Nahradit ji se pokusila společnost AirBaltic se sezonními lety do Rigy, avšak zakrátko své lety i ona zrušila.
Ke zlepšení situace došlo v březnu 2012, kdy se majitelem letiště stala samospráva lázeňského města Hévíz, která založila společnost Hévíz-Balaton Airport Kft. Od roku 2014 je vlastníkem letiště, respektive společnosti Hévíz-Balaton Airport Kft., město Hévíz (49%), podnikatel Gábor Széles (49%) a obec Zalavár (2%).

## Destinace a letecké společnosti
| Destinace (maďarsky)  | Letiště                       | Letecká společnost    | Poznámky                                                                  |
| --------------------- | ----------------------------- | --------------------- | ------------------------------------------------------------------------- |
| Antalya               | Letiště Antalya               | Freebird Airlines     | přerušeno                                                                 |
| Berlín (Berlin)       | Letiště Berlín-Schönefeld     | České aerolinie (ČSA) | dříve Letiště Berlín-Tegel                                                |
| Drážďany (Drezda)     | Letiště Drážďany-Klotzsche    | Germania              |                                                                           |
| Düsseldorf            | Letiště Düsseldorf            | České aerolinie (ČSA) |                                                                           |
| Erfurt                | Letiště Erfurt-Weimar         | Germania              |                                                                           |
| Frankfurt nad Mohanem | Letiště Frankfurt nad Mohanem | Lufthansa             |                                                                           |
| Hamburg               | Letiště Hamburk               | České aerolinie (ČSA) |                                                                           |
| Lipsko (Lipcse)       | Letiště Leipzig/Halle         | Germania              |                                                                           |
| Moskva (Moszkva)      | Letiště Moskva-Vnukovo        | UTair Aviation        | přerušeno                                                                 |
| Praha (Prága)         | Letiště Václava Havla Praha   | České aerolinie (ČSA) | od 22. dubna 2017 do 21. října 2017                                       |
| Riga                  | Letiště Riga                  | AirBaltic             | zrušeno                                                                   |
| Dortmund              | Letiště Dortmund              | Wizz Air              | od 16. června do 30. října 2022 dvakrát týdně, vždy ve čtvrtek a v sobotu |